# 亞歷山大·古德溫·皮爾斯
亞歷山大·皮爾斯（英語：Alexander Pierce）是出自漫威漫畫的虛構人物。由鮑勃·哈拉斯及保羅·尼瑞所創作，首次登場於《尼克·福瑞 vs. 神盾局》第3期（1988年8月）。
在漫威電影宇宙中，2014年電影《美國隊長2：酷寒戰士》及2019年電影《復仇者聯盟4：終局之戰》由勞勃·瑞福飾演。

## 人物
亞歷山大·古德温·皮爾斯出生於美國紐約長島，是神盾局的高級特工之一，是尼克·福瑞和菲爾·考森的戰友，亦是前任神盾局局長。在漫畫中，他是神盾局的現任局長福瑞的助手，是福瑞信任多年的特工。

## 其他媒體

### 電視
- 《尼克·弗瑞：神盾局特工》（1998年）：由尼爾·羅伯茨（英语：Neil Roberts (actor)）飾演亞歷山大·皮爾斯。他作為尼克·福瑞的助手，對福瑞的行動給予了很大的幫助。

### 電影
- 漫威電影宇宙：由勞勃·瑞福飾演亞歷山大·皮爾斯，明面上是世界安全理事會的部長，神盾局的前局長，尼克·福瑞的上司及密友；暗地則是九頭蛇的首領，酷寒戰士的管理者。
  - 《美國隊長2：酷寒戰士》[1]（2014年）：作為神盾局內部的九頭蛇的領導者，他策劃了洞察計劃，利用航天母艦來識別罪犯和恐怖分子。事實上，皮爾斯的計劃是執行大規模暗殺，而目標是基於阿尼姆·索拉的演算法而識別出的對九頭蛇有威脅的公民，由此來迫使世界屈服。但皮爾斯的計劃被挫敗。在獵鷹阻止洞察計劃和美國隊長交戰酷寒戰士期間，皮爾斯試圖挾持黑寡婦為人質逃跑，不過卻被前好友尼克·福瑞槍殺。
  - 《復仇者聯盟4：終局之戰》[2]（2019年）：在紐約之戰結束後，2012年時間線上的皮爾斯派布洛克·朗姆洛為首的九頭蛇特工來收取洛基的權杖，同時皮爾斯自己試圖接手洛基和宇宙魔方（英语：Cosmic Cube）的管理，爭辯說宇宙魔方70年來一直是神盾局的財產，而洛基作為紐約大戰的戰犯必須接受地球法庭的審判。

## 資料來源
1. ↑  . Marvel. April 8, 2013  [April 8, 2013]. （原始内容存档于April 8, 2013）.
2. ↑  Hood, Cooper. . Screen Rant. April 27, 2019  [April 28, 2019]. （原始内容存档于2019-04-26）.